# Fußball-Club Sachsen Leipzig 1990 1998-1999
Questa voce raccoglie le informazioni riguardanti il Fußball-Club Sachsen Leipzig 1990 nelle competizioni ufficiali della stagione 1998-1999.

## Stagione
Nella stagione 1998-1999 il Sachsen Lipsia, allenato da Frank Rohde e Uwe Ferl, concluse il campionato di Regionalliga nordest al 14º posto.

## Rosa
| N. |                                 | Ruolo | Calciatore           |
| -- | ------------------------------- | ----- | -------------------- |
| 4  | Ungheria (bandiera)             | D     | Béla Virág           |
| 5  | Germania (bandiera)             | C     | Frank Rietschel      |
| 10 | Bosnia ed Erzegovina (bandiera) | A     | Almir Filipović      |
| 24 | Germania (bandiera)             | C     | Thomas Risch         |
|    | Germania (bandiera)             | P     | Frank Schöne         |
|    | Germania (bandiera)             | P     | Marco Sejna          |
|    | Germania (bandiera)             | D     | Marco Förster        |
|    | Germania (bandiera)             | D     | Steffen Hammermüller |
|    | Germania (bandiera)             | D     | Jens Keilwerth       |
|    | Germania (bandiera)             | D     | Holger Krauß         |
|    | Germania (bandiera)             | D     | Matthias Lindner     |
|    | Germania (bandiera)             | D     | Marco Lotz           |

| N. |                       | Ruolo | Calciatore       |
| -- | --------------------- | ----- | ---------------- |
|    | Germania (bandiera)   | D     | Roman Müller     |
|    | Germania (bandiera)   | C     | Sven Baum        |
|    | Germania (bandiera)   | C     | Mark Gerloff     |
|    | Slovacchia (bandiera) | C     | Rastislav Hodul  |
|    | Germania (bandiera)   | C     | Stefan Hofmüller |
|    | Germania (bandiera)   | C     | Steffen Vatter   |
|    | Germania (bandiera)   | A     | Markus Aerdken   |
|    | Germania (bandiera)   | A     | Maik Eidtner     |
|    | Germania (bandiera)   | A     | Ronny Ledwoch    |
|    | Germania (bandiera)   | A     | Holger Lischke   |
|    | Croazia (bandiera)    | A     | Boris Lucic      |

## Organigramma societario
Area tecnica
- Allenatore: Uwe Ferl
- Allenatore in seconda:
- Preparatore dei portieri:
- Preparatori atletici:
- Analisi video:

## Calciomercato

### Sessione estiva
| Acquisti | Acquisti         | Acquisti               | Acquisti |
| R.       | Nome             | da                     | Modalità |
| -------- | ---------------- | ---------------------- | -------- |
| A        | Maik Eidtner     | Erzgebirge Aue         |          |
| A        | Markus Aerdken   | Sportfreunde Lotte     |          |
| C        | Zafer Demiray    | Reinickendorfer Füchse |          |
| D        | Marco Förster    | Zwickau                |          |
| C        | Stefan Hofmüller | Sachsen Lipsia II      |          |
| A        | Ronny Ledwoch    | Sachsen Lipsia II      |          |
| D        | Matthias Lindner | Carl Zeiss Jena        |          |
| A        | Holger Lischke   | Chemnitz               |          |

| Cessioni | Cessioni              | Cessioni         | Cessioni |
| R.       | Nome                  | a                | Modalità |
| -------- | --------------------- | ---------------- | -------- |
| P        | Daniel Fröhlich       | Chemnitz         |          |
| A        | Oleg Golovan          | Siegen           |          |
| C        | Sven Kaiser           | Carl Zeiss Jena  |          |
| C        | Attila Kriston        | Ferencváros      |          |
| C        | Miloš Nedić           | Rot-Weiß Erfurt  |          |
| D        | Carsten Sänger        | Carl Zeiss Jena  |          |
| C        | Kujtim Shala          | VfR Mannheim     |          |
| C        | Vidmantas Vysniauskas | SV Wilhelmshaven |          |
| D        | Steffen Ziffert       | Grimma           |          |

### Sessione invernale
| Acquisti | Acquisti        | Acquisti | Acquisti |
| R.       | Nome            | da       | Modalità |
| -------- | --------------- | -------- | -------- |
| C        | Rastislav Hodul | Piešťany |          |

| Cessioni | Cessioni      | Cessioni    | Cessioni |
| R.       | Nome          | a           | Modalità |
| -------- | ------------- | ----------- | -------- |
| C        | Zafer Demiray | Antalyaspor |          |

## Risultati

### Regionalliga nordest

#### Girone di andata
| Arbitro: | Voigt |

|                                     |           |                                                  |
| Krasselt 22’ Wolfrum 55’ Starke 86’ | Marcatori | 30’ Filipović 52’ Müller 90’ (rig.) Hammermüller |

| Arbitro: | Robel |

|             |           |  |
| Lindner 25’ | Marcatori |  |

| Arbitro: | Spickenagel |

|                                         |           |                       |
| Wiedemann 18’ Shubitidze 44’ Lässig 90’ | Marcatori | 77’ (aut.) Zimmermann |

| Arbitro: | Blumenstein |

|               |           |            |
| Filipović 68’ | Marcatori | 55’ Sugzda |

| Arbitro: | Pleßke |

|                             |           |                  |
| Thielemann 10’ Bagemiel 34’ | Marcatori | 55’ Hammermüller |

| Arbitro: | Cyrklaff |

|                               |           |                      |
| Filipović 34’ Müller 73’, 84’ | Marcatori | 70’ Höche 85’ Chaabo |

| Arbitro: | Sax |

|                        |           |                           |
| Danelia 63’ Klenge 88’ | Marcatori | 55’ Lindner 79’ Filipović |

| Arbitro: | Kruse |

|                                                             |           |                                             |
| Hammermüller 49’ (rig.), 78’ (rig.) Filipović 54’ Lucic 69’ | Marcatori | 7’ Lenz 28’ Brestrich 52’ Gezen 80’ Jarling |

| Arbitro: | Kiefer |

|                  |           |  |
| Hammermüller 70’ | Marcatori |  |

| Arbitro: | Bley |

|                      |           |  |
| Tetzner 5’ Kunze 41’ | Marcatori |  |

| Arbitro: | Reimer |

|               |           |                                   |
| Filipović 68’ | Marcatori | 43’ Lau 47’ Kretzschmar 61’ Mydlo |

| Arbitro: | Dommaschk |

|                                 |           |               |
| Menze 4’, 12’ Micevski 58’, 82’ | Marcatori | 55’ Filipović |

| Arbitro: | Scheibel |

|             |           |                              |
| Förster 67’ | Marcatori | 27’, 86’ Benedyk 84’ Azevedo |

| Arbitro: | Binkowski |

|                                                        |           |           |
| Popović 15’ Cramer 47’ Nierlich 63’ (rig.) Beuchel 87’ | Marcatori | 56’ Lucic |

| Arbitro: | Melms |

|                                       |           |           |
| Filipović 24’, 78’ (rig.) Demiray 90’ | Marcatori | 52’ Vrcic |

| Arbitro: | Köpp |

|         |           |                                     |
| Lau 24’ | Marcatori | 81’ Aerdken 89’ (rig.) Hammermüller |

| Arbitro: | Heynemann |

|                             |           |                                       |
| Lucic 6’ Filipović 19’, 83’ | Marcatori | 38’ Dittgen 48’ Dos Santos 63’ Jülich |

#### Girone di ritorno
| Arbitro: | Zschoke |

|  |           |                       |
|  | Marcatori | 72’ Hölzel 82’ Färber |

| Arbitro: | Sturm |

|  |           |           |
|  | Marcatori | 35’ Lucic |

| Arbitro: | Binkowski |

|             |           |            |
| Förster 67’ | Marcatori | 90’ Schulz |

| Arbitro: | Cyrklaff |

|            |           |  |
| Koslov 76’ | Marcatori |  |

| Lipsia 20 febbraio 1999, ore 14:00 CET 22ª giornata | Sachsen Lipsia | 0 – 0 referto | Erzgebirge Aue | Alfred-Kunze-Sportpark (1 908 spett.)\| Arbitro: \| Keßler \| |
| Arbitro:                                            | Keßler         |               |                |                                                               |

| Arbitro: | Reimer |

|               |           |             |
| Schiemann 30’ | Marcatori | 84’ Lischke |

| Arbitro: | Kiefer |

|                                            |           |           |
| Hammermüller 21’ (rig.) Filipović 25’, 55’ | Marcatori | 58’ Unton |

| Arbitro: | Seeger |

|              |           |             |
| Brestrich 2’ | Marcatori | 85’ Eidtner |

| Arbitro: | Kokel |

|              |           |             |
| Großmann 90’ | Marcatori | 20’ Lischke |

| Arbitro: | Sturm |

|  |           |                       |
|  | Marcatori | 60’ Kujat 84’ Schmidt |

| Arbitro: | Pleßke |

|                                   |           |                   |
| Kretzschmar 29’ (rig.) Dohnal 76’ | Marcatori | 66’ (rig.) Vatter |

| Arbitro: | Scheibel |

|  |           |           |
|  | Marcatori | 64’ Közle |

| Arbitro: | Richter |

|                                   |           |          |
| Hempel 14’ (rig.), 40’ Sänger 30’ | Marcatori | 6’ Lucic |

| Arbitro: | Reck |

|  |           |                      |
|  | Marcatori | 58’ Cramer 83’ Milde |

| Arbitro: | Robel |

|             |           |             |
| Cerovec 38’ | Marcatori | 89’ Eidtner |

| Arbitro: | Jauch |

|           |           |  |
| Lucic 55’ | Marcatori |  |

| Arbitro: | Fleske |

|                                                              |           |  |
| Edmond 22’ Hornung 42’ Dos Santos 55’ Seifert 61’ Mbidzo 78’ | Marcatori |  |

## Statistiche

### Statistiche di squadra
| Competizione         | Punti | In casa | In casa | In casa | In casa | In casa | In casa | In trasferta | In trasferta | In trasferta | In trasferta | In trasferta | In trasferta | Totale | Totale | Totale | Totale | Totale | Totale | DR  |
| Competizione         | Punti | G       | V       | N       | P       | Gf      | Gs      | G            | V            | N            | P            | Gf           | Gs           | G      | V      | N      | P      | Gf     | Gs     | DR  |
| -------------------- | ----- | ------- | ------- | ------- | ------- | ------- | ------- | ------------ | ------------ | ------------ | ------------ | ------------ | ------------ | ------ | ------ | ------ | ------ | ------ | ------ | --- |
| Regionalliga nordest | 35    | 17      | 6       | 5       | 6       | 23      | 26      | 17           | 2            | 6            | 9            | 18           | 36           | 34     | 8      | 11     | 15     | 41     | 62     | -21 |
| Totale               | 35    | 17      | 6       | 5       | 6       | 23      | 26      | 17           | 2            | 6            | 9            | 18           | 36           | 34     | 8      | 11     | 15     | 41     | 62     | -21 |

### Andamento in campionato
| Giornata  | 1 | 2 | 3  | 4  | 5  | 6  | 7  | 8  | 9 | 10 | 11 | 12 | 13 | 14 | 15 | 16 | 17 | 18 | 19 | 20 | 21 | 22 | 23 | 24 | 25 | 26 | 27 | 28 | 29 | 30 | 31 | 32 | 33 | 34 |
| --------- | - | - | -- | -- | -- | -- | -- | -- | - | -- | -- | -- | -- | -- | -- | -- | -- | -- | -- | -- | -- | -- | -- | -- | -- | -- | -- | -- | -- | -- | -- | -- | -- | -- |
| Luogo     | T | C | T  | C  | T  | C  | T  | C  | C | T  | C  | T  | C  | T  | C  | T  | C  | C  | T  | C  | T  | C  | T  | C  | T  | T  | C  | T  | C  | T  | C  | T  | C  | T  |
| Risultato | N | V | P  | N  | P  | V  | N  | N  | V | P  | P  | P  | P  | P  | V  | V  | N  | P  | V  | N  | P  | N  | N  | V  | N  | N  | P  | P  | P  | P  | P  | N  | V  | P  |
| Posizione | 6 | 5 | 12 | 12 | 13 | 10 | 13 | 12 | 9 | 11 | 12 | 13 | 13 | 14 | 13 | 11 | 11 | 11 | 11 | 11 | 12 | 11 | 11 | 11 | 11 | 11 | 11 | 11 | 11 | 13 | 14 | 14 | 13 | 14 |

Legenda:

Luogo: C = Casa; T = Trasferta. Risultato: V = Vittoria; N = Pareggio; P = Sconfitta.

### Statistiche dei giocatori
| M. Aerdken      | 17 | 1  | 1  | 0 |
| S. Baum         | 24 | 0  | 4  | 0 |
| Z. Demiray      | 16 | 1  | 4  | 0 |
| M. Eidtner      | 18 | 2  | 1  | 0 |
| A. Filipović    | 32 | 13 | 14 | 3 |
| M. Förster      | 23 | 2  | 3  | 0 |
| M. Gerloff      | 25 | 0  | 6  | 0 |
| S. Hammermüller | 29 | 7  | 4  | 4 |
| R. Hodul        | 10 | 0  | 0  | 1 |
| S. Hofmüller    | 0  | 0  | 0  | 0 |
| J. Keilwerth    | 20 | 0  | 6  | 1 |
| H. Krauß        | 5  | 0  | 0  | 0 |
| R. Ledwoch      | 4  | 0  | 0  | 0 |
| M. Lindner      | 20 | 2  | 5  | 0 |
| H. Lischke      | 29 | 2  | 3  | 1 |
| M. Lotz         | 10 | 0  | 3  | 0 |
| B. Lucic        | 30 | 6  | 7  | 1 |
| R. Müller       | 15 | 3  | 3  | 0 |
| F. Rietschel    | 33 | 0  | 6  | 0 |
| T. Risch        | 12 | 0  | 2  | 0 |
| F. Schöne       | 5  | 0  | 0  | 0 |
| M. Sejna        | 29 | 0  | 0  | 0 |
| S. Vatter       | 14 | 1  | 2  | 2 |
| B. Virág        | 34 | 0  | 14 | 3 |